# بيناسال
بلدية ابن عسَّال أو (نقحرة: بيناسال) (بالإسبانية: Benasal)‏، هي إحدى بلديات مقاطعة قسطلونة التي تقع في منطقة بلنسية، في شرق إسبانيا.
يبلغ عدد سكانها 1.346 نسمة وفقاً لإحصائية سنة (2006).